# Maria Martinetti
Maria Martinetti (Roma, 22 luglio 1864 – Contea di Marin, 16 agosto 1921) è stata una pittrice italiana.

## Biografia
Martinetti nasce nel 1864. Frequenta l'Accademia di Belle Arti di Roma dove fu l'allieva più nota (assieme a Filiberto Sbardella) del pittore orientalista Gustavo Simoni. Sposa Giacinto Stiavelli critico d’arte e scrittore che le dedicò diverse poesie. Ha esposto i suoi dipinti alle esposizioni internazionali di Roma, Venezia e Parigi. Nel 1890 emigrò negli Stati Uniti. Martinetti espose le sue opere al Palazzo delle Belle Arti alla World's Columbian Exposition del 1893 a Chicago, Illinois. Morì il 16 agosto 1921 nella contea di Marin, in California.
Maria Martinetti si dedicò alla pittura orientalista usando la propria immaginazione, influenzata dal forte interesse per la cultura araba a Roma negli anni Ottanta dell'Ottocento, oltre a schizzi di Simoni, fotografie, incisioni, e oggetti. Ha eseguito opere ritraendo guardie marocchine, mercanti, interni di harem e beduini.
Nel 1887 dipinse il quadro "La malaria", nel quale ritrae una donna in costume tipico dell'Agro pontino che accudisce un giovane, forse suo figlio, malato di malaria. Il quadro è stato restaurato nel 2024 dai Musei Vaticani e l'opera restaturata è stata presentata il 27 settembre 2024 presso il Palazzo Apostolico di Castel Gandolfo.

## Galleria d'immagini

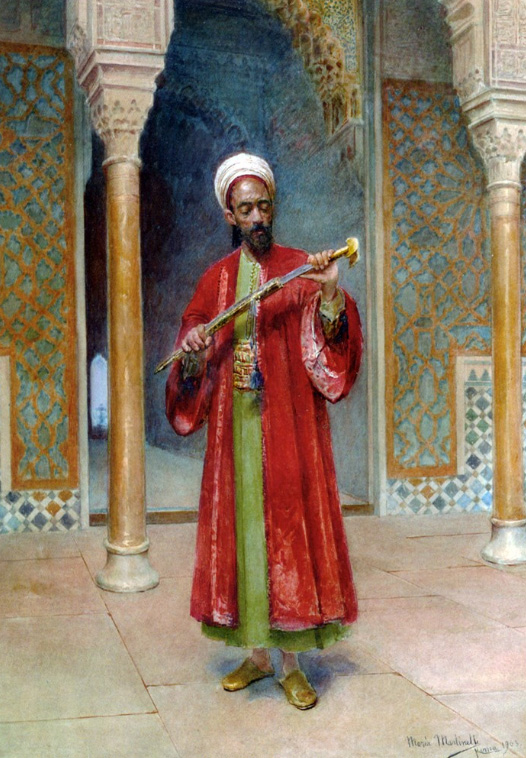
Maria Martinetti La Guardia di Palazzo, 1903
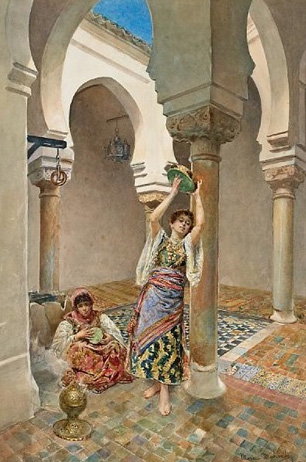
Maria Martinetti Due musiciste in un cortile, 1891